# Sebinisso Sanginowna Rustamowa
Sebinisso Sanginowna Rustamowa (russisch Зебинисо Сангиновна Рустамова; * 29. Januar 1955 in Duschanbe, Tadschikische SSR) ist eine ehemalige sowjetische Bogenschützin.

## Karriere
Sebinisso Rustamowa nahm 1976 in Montreal an den Olympischen Spielen teil. Mit 2407 Punkten belegte sie hinter Luann Ryon und Walentyna Kowpan den dritten Rang und erhielt somit die Bronzemedaille. Bei Weltmeisterschaften wurde sie mit der sowjetischen Mannschaft 1975 in Interlaken, 1985 in Seoul und 1987 in Adelaide Weltmeisterin, außerdem sicherte sie sich mit der Mannschaft 1977 in Canberra Silber. Im Einzel gelang ihr 1975 in Interlaken der Titelgewinn. Zweimal wurde sie sowjetische Meisterin: 1975 mit der Mannschaft und im Jahr darauf im Einzel. Nach ihrer aktiven Karriere arbeitete sie als Sportfunktionärin und war unter anderem von 1992 bis 2000 die erste Präsidentin des Nationalen Olympischen Komitees Tadschikistans.